# Радошевићи (Сребреница)
Радошевићи су насељено мјесто у општини Сребреница, Република Српска, БиХ. Према попису становништва из 1991. у насељу је живјело 215 становника.

## Становништво 1991.
По посљедњем службеном попису становништва из 1991. године, насељено мјесто Радошевићи имало је 215 становника, сљедећег националног састава:
| Националност | 1991.        |
| Срби         | 207 (96,27%) |
| Муслимани    | 8 (3,73%)    |
| Укупно       |              |